# ناحیه لیلاناو، میشیگان
ناحیه لیلاناو (به انگلیسی: Leelanau Township) یک منطقهٔ مسکونی در ایالات متحده آمریکا است که در Leelanau County واقع شده‌است.
 ناحیه لیلاناو ۵۸۹٫۴ کیلومتر مربع مساحت و ۲٬۱۳۹ نفر جمعیت دارد و ۲۷۷ متر بالاتر از سطح دریا واقع شده‌است.